# Santa Ana (departement)
Santa Ana is een departement van El Salvador, gelegen in het noordwesten van het land. De hoofdstad is de gelijknamige stad.
Het departement Santa Ana omvat 2023 km² en heeft 584.869 inwoners (2016). La Libertad werd op 8 februari 1855 gesticht.
In het departement ligt de Santa Anavulkaan. Deze barstte in ruim honderd jaar drie keer uit: in 1904, 1920 en 2005. Bij die laatste uitbarsting, op 1 oktober van dat jaar, kwamen twee mensen om het leven en de nabijgelegen stad San Blas moest worden geëvacueerd. De schade werd verhevigd door orkaan Stan, die op 4 oktober in Mexico aan land kwam. Bij modderstromen die ontstonden door een combinatie van de vulkaanuitbarsting en de orkaan kwamen enkele tientallen mensen om het leven.

## Gemeenten
Het departement bestaat uit dertien gemeenten:
| Gemeente                  | Opp. (km²) | Inwoners |
| ------------------------- | ---------- | -------- |
| Candelaria de la Frontera | 91,13      | 33.550   |
| Chalchuapa                | 165,76     | 86.200   |
| Coatepeque                | 126,85     | 48.544   |
| El Congo                  | 91,43      | 22.274   |
| El Porvenir               | 52,52      | 7819     |
| Masahuat                  | 71,23      | 5125     |
| Metapán                   | 668,36     | 59.499   |
| San Antonio Pajonal       | 51,92      | 4574     |
| San Sebastián Salitrillo  | 42,32      | 16688    |
| Santa Ana                 | 400,05     | 261.568  |
| Santa Rosa Guachipilín    | 38,41      | 7909     |
| Santiago de la Frontera   | 44,22      | 9150     |
| Texistepeque              | 178,97     | 20.904   |

Ahuachapán · Cabañas · Chalatenango · Cuscatlán · La Libertad · La Paz · La Unión · Morazán · San Miguel · San Salvador · San Vicente · Santa Ana · Sonsonate · Usulután